# Micrurus tricolor
Micrurus tricolor este o specie de șerpi din genul Micrurus, familia Elapidae, descrisă de Hoge 1956. Conform Catalogue of Life specia Micrurus tricolor nu are subspecii cunoscute.